# Tubaria furfuracea
Tubaria furfuracea es una especie común de hongo agárico de la familia Tubariaceae. Christiaan Hendrik Persoon lo describió por primera vez en 1801 como especie de Agaricus. El micologista francés Claude-Casimir Gillet lo transfirió más tarde al género Tubaria en 1876. La especie es incomestible.
Especies similares: Galerina marginata, Tubaria confragosa, Psilocybe cyanescens.

## Galería de imágenes

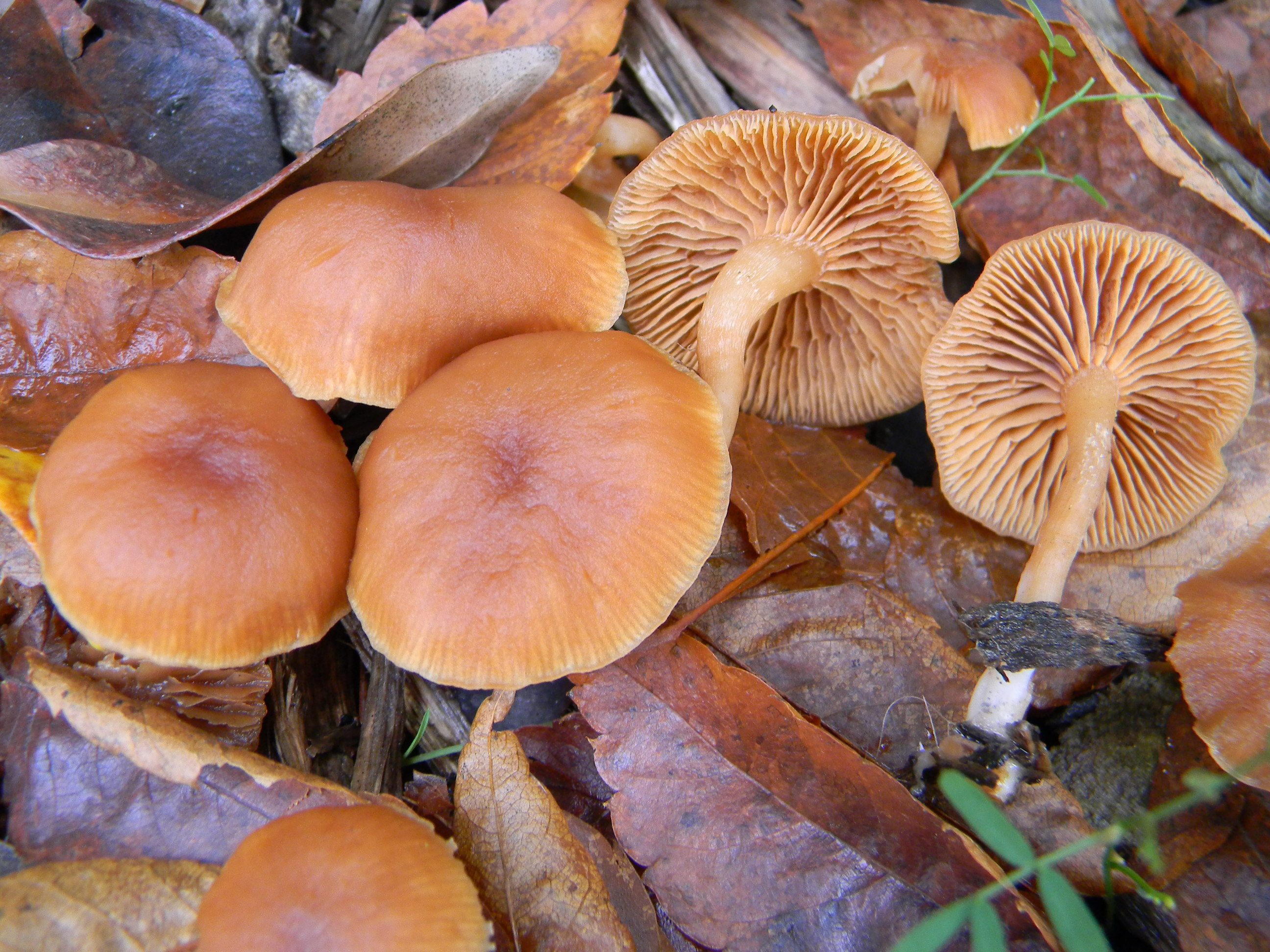
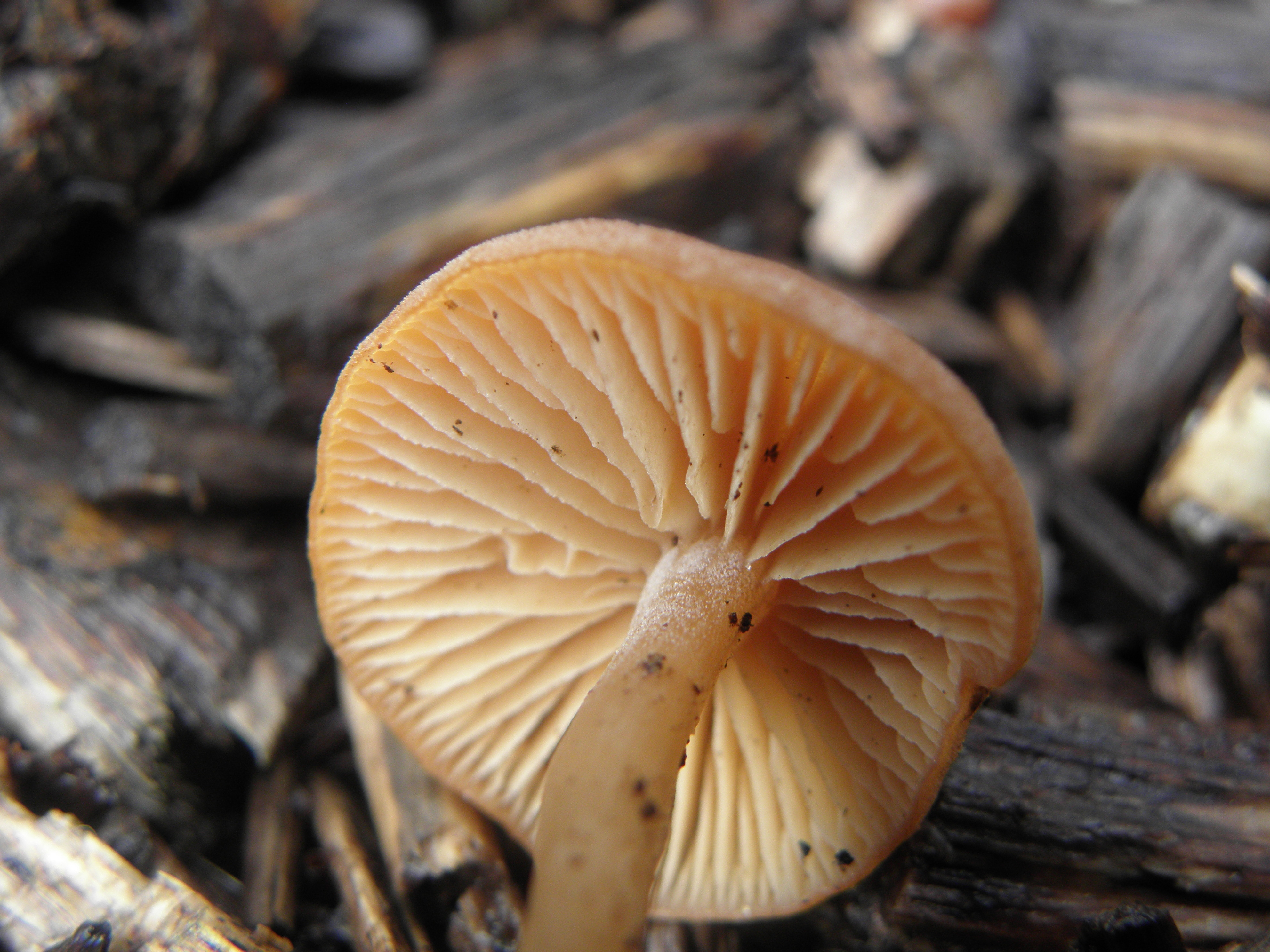
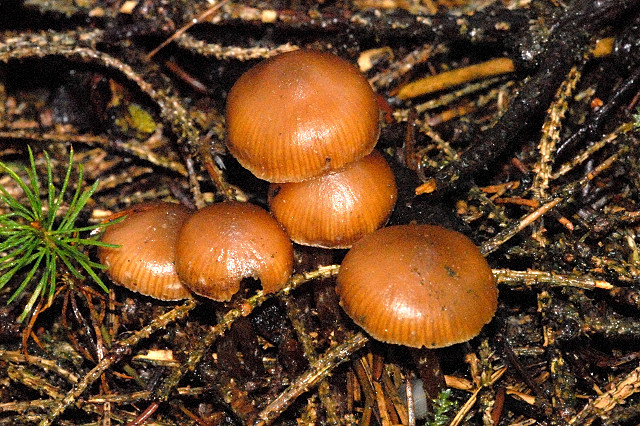